# Zagłębie Lubin 2010-2011
Questa voce raccoglie le informazioni riguardanti lo Zagłębie Lubin nelle competizioni ufficiali della stagione 2010-2011.

## Rosa
Fonte:
| N. |                       | Ruolo | Calciatore       |
| -- | --------------------- | ----- | ---------------- |
|    | Polonia (bandiera)    | P     | Konrad Forenc    |
|    | Serbia (bandiera)     | P     | Bojan Isailović  |
|    | Polonia (bandiera)    | P     | Damian Primel    |
|    | Polonia (bandiera)    | P     | Aleksander Ptak  |
|    | Polonia (bandiera)    | D     | Mateusz Bartków  |
|    | Portogallo (bandiera) | D     | Fernando Dinis   |
|    | Slovacchia (bandiera) | D     | Csaba Horváth    |
|    | Polonia (bandiera)    | D     | Szymon Kapias    |
|    | Polonia (bandiera)    | D     | Przemysław Kocot |
|    | Zimbabwe (bandiera)   | D     | Costa Nhamoinesu |
|    | Colombia (bandiera)   | D     | Sergio Reina     |
|    | Polonia (bandiera)    | D     | Bartosz Rymaniak |
|    | Polonia (bandiera)    | D     | Michał Stasiak   |
|    | Nigeria (bandiera)    | C     | David Abwo       |
|    | Polonia (bandiera)    | C     | Adrian Błąd      |

| N. |                                 | Ruolo | Calciatore            |
| -- | ------------------------------- | ----- | --------------------- |
|    | Polonia (bandiera)              | C     | Patryk Bryła          |
|    | Polonia (bandiera)              | C     | Damian Dąbrowski      |
|    | Nigeria (bandiera)              | C     | Martins Ekwueme       |
|    | Lituania (bandiera)             | C     | Dominykas Galkevičius |
|    | Polonia (bandiera)              | C     | Łukasz Hanzel         |
|    | Bosnia ed Erzegovina (bandiera) | C     | Amer Osmanagić        |
|    | Polonia (bandiera)              | C     | Szymon Pawłowski      |
|    | Polonia (bandiera)              | C     | Adrian Rakowski       |
|    | Polonia (bandiera)              | C     | Kamil Wilczek         |
|    | Serbia (bandiera)               | A     | Dušan Đokić           |
|    | Polonia (bandiera)              | A     | Wojciech Kędziora     |
|    | Lettonia (bandiera)             | A     | Deniss Rakeļs         |
|    | Senegal (bandiera)              | A     | Mouhamadou Traoré     |
|    | Polonia (bandiera)              | A     | Arkadiusz Woźniak     |